# Prince Vijaya
Le Prince Vijaya (විජය කුමරු  )  est un roi légendaire du Sri Lanka, qui est mentionné dans plusieurs livres majeurs de la mythologie bouddhiste, dont le Mahavamsa et le Dipavamsa.
Il est le premier roi connu à avoir dirigé toute l'île du Sri Lanka, qu'il nomma alors Tambapanni et son règne est daté du 543 av. J.-C. au 505 av. J.-C..  Avec la création de son royaume, la Dynastie Vijaya qu'il a créé a régné sur le Sri Lanka pendant 609 ans.

## Sources et différences de la légende
Il existe 4 versions distinctes de la légende qui explique l'origine du peuple cingalais sur les terres Sri lankaise. Dans toutes ces versions, un prince arrive sur l'île et y établit une communauté qui deviendra l'ethnie cinghalaise. Dans le Mahavamsa et Dipavamsa, son nom est Vijaya, alors qu'il lui est attribué d'autres noms dans les 2 autres légendes.

### Version Mahavamsa
Dans cette version, la grand-mère de Vijaya est une princesse dont l'ascendance remonte aux royaumes Vanga et Kalinga (dans les régions actuelles de Bengale et Odisha). Elle porte deux enfants avec Sinha ("Lion"), qui les garde en captivité dans une forêt. Après que la princesse et ses deux enfants aient échappé à leur captivité, le fils Sinhabahu (Fils de "Lion") tue Sinha.
Le prince Vijaya est le fils du tueur de lion Sinhabahu, qui est le fondateur d'un nouveau royaume appelé Sinhapura. Vijaya devient le prince-régent de Sinhapura, mais est exilé avec 700 de ses disciples à Lanka, à cause de ses mauvaises actions.
La version Mahavamsa de la légende contient une contradiction: elle indique que lors d'une visite de Bouddha à Lanka, il avait expulsé tous les Yaksha vers une autre île appelée Giridipa. Cependant, plus tard dans l'histoire de la légende, le Prince Vijaya a rencontré les Yakshas en arrivant à Lanka, et un Yakkhini (femme Yaksha) nommé Kuveni est devenu sa reine.
Kuveni aide alors Vijaya à détruire la ville Yakkha de Sirisavatthu et a deux enfants avec lui. Cependant, Vijaya doit épouser une princesse de la caste des Kshatriya pour être un dirigeant légitime. Par conséquent, il épouse la fille d'un roi Pandu, qui envoie également d'autres femmes comme des épouses pour les disciples de Vijaya. Kuveni et ses deux enfants partent pour la ville Yakkha de Lankapura, où elle est tuée par les Yaksha pour les avoir trahis. Vijaya meurt sans héritier. Panduvasudeva, le fils de son frère jumeau Sumitta, arrive d'Inde et prend en charge le royaume de Vijaya. La communauté établie par Vijaya donne naissance à l'ethnie cinghalaise.

### Version Dipavamsa
La version Dipavamsa est antérieure à la version Mahavamsa. L'histoire est semblable à la version de Mahavamsa, mais ne mentionne pas Kuveni (ni aucun autre Yaksha) ou la princesse du sud de l'Inde.

### Version Xuanzang
Dans le récit de Xuanzang, la princesse enlevée par Sinha (le Lion) vient du sud de l'Inde. Il n'y a aucune mention de Vanga, Kalinga ou Lala. Elle et ses deux enfants échappent à la captivité de Sinha dans leur royaume natal en Inde du Sud. Son fils, Chih-sse-tseu ("attrape-lion", c'est-à-dire Sinhabahu) tue plus tard son père Sinha. Il reçoit une récompense, mais aussi expulsé et mis sur un navire, pour l'acte de parricide. Il atterrit sur Ratnadeepa (Sri Lanka, L'île des pierres précieuses), et s'y installe. Il commence à attaquer les marchands de la marine, qui viennent à l'île à la recherche de pierres précieuses. Il capture les enfants de ces marchands et épargne leurs vies, créant ainsi une communauté. Chih-sse-tseu lui-même a des enfants (bien que leur mère ne soit pas nommée), et ses descendants divisent les gens en classes, donnant naissance au système des castes. Ils mènent aussi des guerres, élargissant leur territoire. La communauté établie par Chih-sse-tseu donne naissance à la race cinghalaise. Il n'y a aucune mention de Yakshas dans cette version.

### Version Valahassa Jataka
La version de l'histoire selon les contes de Jātaka est représentée dans les peintures rupestres d'Ajanta en Inde (Simhala Avadana dans la grotte XVII). Dans cette version, le prince qui vient à l'île est un prince marchand nommé Sinhala, qui est le fils de Sinha (« Lion »). Lui et ses 500 partisans naviguent vers l'île de Ratnadeepa, où ils espèrent trouver des joyaux dans la ville de Sirisavatthu. Ils font naufrage, mais sont sauvés par les Yakkhinis, qui s'en prennent aux marchands naufragés. Les Yakkhinis prétendent être les veuves des marchands qui ont déjà visité l'île. Le Cinghalais épouse le chef Yakkhini, mais découvre ensuite leur véritable identité. Lui et 250 de ses hommes s'échappent de l'île sur un cheval volant magique (Valahassa). Le chef Yakkhini les suit à son royaume paternel, et se présente à son père Simha, comme une femme lésée par le prince. Simha lui donne un abri, mais elle le dévore lui et le reste de sa famille, sauf le prince. Elle retourne ensuite à Ratnadeepa, où elle dévore les 250 autres disciples de Sinhala. Sinhala succède à son père en tant que roi, et mène une expédition militaire à Ratnadeepa. Il défait les Yakkhinis et établit le royaume des Cinghalais.
La version de Mahavamsa, la plus détaillée des versions mentionnées ci-dessus, est décrite ci-dessous.

## La naissance de Vijaya
Le roi de Vanga (actuel Bengale) a épousé une princesse (appelée Mayavati dans certaines versions) de la Kalinga voisine. Le couple a eu une fille nommée Suppadevi, qui a été prophétisée pour copuler avec le roi des bêtes. À l'âge adulte, la princesse Suppadevi a quitté Vanga pour chercher une vie indépendante. Elle a rejoint une caravane en direction du Royaume de Magadha, mais elle a été attaquée par Sinha (Lion) dans une forêt de la région de Lala. Le Mahavamsa mentionne le "Sinha" comme un animal, mais certains interprètes modernes déclarent que Sinha était le nom d'un hors-la-loi vivant dans la jungle. Lala est diversement identifié comme une zone dans la région de Vanga-Kalinga, ou comme Lata (une partie de l'actuel Gujarat). [3] [5]
Suppadevi a fui pendant l'attaque, mais Sinha la retrouva. Sinha était très attiré par elle, et elle l’appréciait aussi, pensant à sa prophétie. Sinha garda Suppadevi enfermée dans une grotte, et eut deux enfants avec elle: un fils nommé Sinhabahu et une fille nommée Sinhasivali. Quand les enfants ont grandi, Sinhabahu a demandé à sa mère pourquoi elle et Sinha avaient l'air si différentes. Après que sa mère lui ait parlé de son ascendance royale, il a décidé d'aller à Vanga.
Un jour, alors que Sinha était sorti, Sinhabahu s'échappa de la grotte avec Suppadevi et Sinhasivali. Les trois ont atteint un village, où ils ont rencontré un général du Royaume de Vanga. Le général s'est avéré être un cousin de Suppadevi, qui plus tard, l'a épousée. Pendant ce temps, Sinha a commencé à ravager les villages dans le but de retrouver sa famille disparue. Le roi de Vanga a annoncé une récompense pour quiconque pourrait tuer Sinha. Sinhabahu a tué son propre père pour réclamer la récompense. Au moment où Sinhabahu est retourné à la capitale, le roi de Vanga était mort. Sinhabahu a été fait le nouveau roi, mais plus tard il a remis la royauté au mari de sa mère, le général. Il est retourné à son lieu de naissance à Lala, et a fondé une ville appelée Sinhapura (ou Sihapura). Il a épousé sa sœur Sinhasivali, et le couple a eu 32 fils sous la forme de 16 paires de jumeaux. Vijaya ("vainqueur") était leur fils aîné, suivi de son jumeau Sumitta.
L'emplacement de Sinhapura est incertain. Il est soit identifié par la ville de Sinhapura (en) ou alors, Singur (en), au Bengale occidental. Ceux qui identifient le royaume de Lala dans le Gujarat actuel placent la ville à Sihor (en).

## Remarques et controverse
Au Sri Lanka, la légende de Vijaya est un sujet politique sensible et important depuis l’indépendance et pendant la guerre civile du Sri Lanka. En effet, cette histoire est très souvent utilisé pour prouver l'origine et la présence du peuple cingalais sur l'île du Sri Lanka, pour la mettre en comparaison au peuple tamoul :
- L’historien cinghalais K. M. de Silva (en) utilise cette légende pour distinguer l'origine indo-aryennes des cinghalais, à celles dravidiennes des tamouls .
- Plusieurs auteurs cinghalais ont également utilisé ce mythe pour s'opposer au sécessionnisme tamoul, soutenant que les Cinghalais et les Tamouls sont de même race, parce que dans la légende, les ancêtres cinghalais ont du se marier avec les jeunes filles tamouls envoyées par le roi Pandyan. Selon cette théorie, la création de l'Eelam tamoul n'était pas nécessaire.
- D'un autre côté, les nationalistes tamouls ont prétendu que leurs ancêtres étaient les Yaksha massacrés par Vijaya.
- D'autres auteurs tamouls, tel que Satchi Ponnambalam ont rejeté la légende comme une fiction visant à justifier les revendications territoriales cinghalaises à Lanka[5].